# Leonid Savichev
Leonid Vladimirovich Savichev (en ruso: Саввичев, Леонид Владимирович) (1 de marzo de 1914 - 10 de mayo de 1951) fue un ingeniero soviético.

## Invención fundamental
Tras la tragedia de las muertes de las famosas paracaidistas Lyuba Berlin, Tamara Ivanova y Nata Babushkina en 1936, Leonid diseñó un nuevo tipo de dispositivo de apertura automática de paracaídas, denominado PAS-1 ( En ruso: ПАС-1, Парашют Автомат Саввичева-1, Parashut Avtomat Savichev-1, Equipo de accionamiento automático de paracaídas de Savichev N.º 1), empleando un sensor barométrico con cápsula aneroide como elemento principal, por lo que era posible ajustar la presión sobre la zona de salto (o cualquier otro valor) y la altura de apertura deseada, independientemente de la altura de salto.
Dicho avance permitió, por vez primera, la posibilidad de realizar un salto en el caso de que el comandante de la aeronave se hubiese equivocado de altura de lanzamiento y volase más bajo, o más alto, pues el sensor incorporado a la cápsula aneroide activaría la apertura de los mecanismos de acción al pasar por los valores de presión atmosférica determinados.
El PAS-1 fue introducido en servicio activo El 10 de octubre de 1940  en las VDV tras pasar con éxito las pruebas gubernamentales.

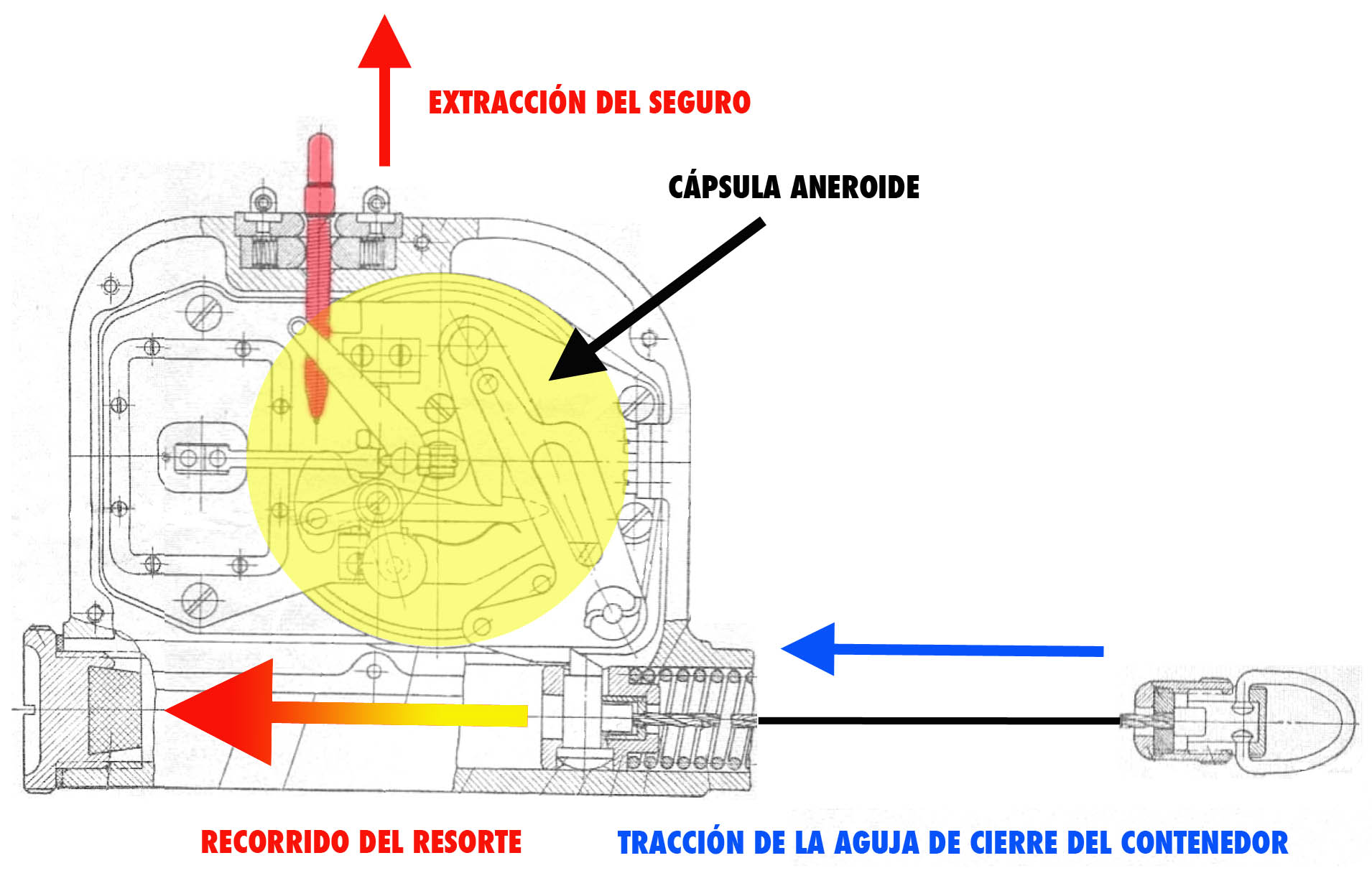
Diagrama del PAS-1

## Premio a su trabajo
El Gobierno de la URSS pondría a trabajar a Savichev en la planta 2MPZ, junto a los Hermanos Doronin.
Fue galardonado con el Premio Stalin el 3 de marzo de 1950, en reconocimiento a su gran labor en el campo de la Aeronáutica y el paracaidismo.

## Legado
Todos los dispositivos de apertura automática actualmente en servicio (2014) en paracaidismo deportivo basan su funcionamiento en el invento de Savichev, empleando algún sensor de medida de presión atmosférica, bien sea analógico o digital.
En paracaidismo militar, excepto aparatos puramente cronométricos, como el 2MPZ ACh-1,2 y la gama de dispositivos 2MPZ AD-3U/UD, todos los demás dispositivos emplean el concepto de operación y apertura establecido por el diseñador soviético, incluyendo dispositivos multi-modo que se pueden programar antes del salto en modo cronométrico ( P.ej.: CYPRES MILITARY, Argus TPM Military, Vigil 2 Military y otros modelos).